# Giuseppe Della Porta Rodiani
Giuseppe Della Porta Rodiani (* 5. September 1773 in Rom; † 18. Dezember 1841 ebenda) war ein italienischer Geistlicher und Kardinal der Römischen Kirche.

## Leben
Giuseppe Della Porta Rodiani war ein Verwandter des Kardinals Francesco Saverio Massimo und von Augusto Negroni. Er empfing am 24. September 1796 das Sakrament der Priesterweihe und wurde Kanoniker der Vatikanbasilika sowie Relator der Consulta. Zudem war er Mitglied des Gerichtshofes für das Vikariat von Rom. Er wurde Hausprälat Seiner Heiligkeit sowie Konsultor der Kongregation der römischen und allgemeinen Inquisition.
Am 19. April 1822 wurde Giuseppe Della Porta Rodiani von Papst Pius VII. zum Titularerzbischof von Damascus berufen. Die Bischofsweihe spendete ihm am 21. April desselben Jahres Kardinal Annibale della Genga, der spätere Papst Leo XII.; Mitkonsekratoren waren Erzbischof Pietro Caprano, Sekretär der Kongregation Propaganda Fide, und Fortunato Maria Ercolani, Bischof von Civita Castellana, Orte und Gallese. Giuseppe Della Porta Rodiani wurde am 16. Mai 1823 zum Lateinischen Patriarchen von Konstantinopel erhoben. Er war vom 28. September 1823 bis zum 2. Januar 1824 Pro-Vikar von Rom. Vom 30. September 1830 bis zum 6. Februar 1833 war Giuseppe Della Porta Rodiani Vizegerent von Rom, danach war er ab dem 8. Februar 1833 Generalauditor der Apostolischen Kammer.
Papst Gregor XVI. kreierte ihn im Konsistorium vom 23. Juni 1834 zum Kardinal in pectore, dies gab der Papst am 6. April 1835 öffentlich bekannt. Den roten Hut erhielt Giuseppe Della Porta Rodiani am 9. April desselben Jahres, am 24. Juli 1835 wurde ihm Santa Susanna als Titelkirche verliehen. Ab dem 30. November 1838 amtierte er als Kardinalvikar sowie als Präfekt der Kongregation für die Residenz der Bischöfe, was er bis zu seinem Tode blieb. Er wurde in seiner Titelkirche Santa Susanna beigesetzt.